# Lennik
Lennik ist eine belgische Gemeinde in der Provinz Flämisch-Brabant. Sie besteht aus den drei Ortsteilen Gaasbeek, Sint-Kwintens-Lennik und Sint-Martens-Lennik.

## Weblinks

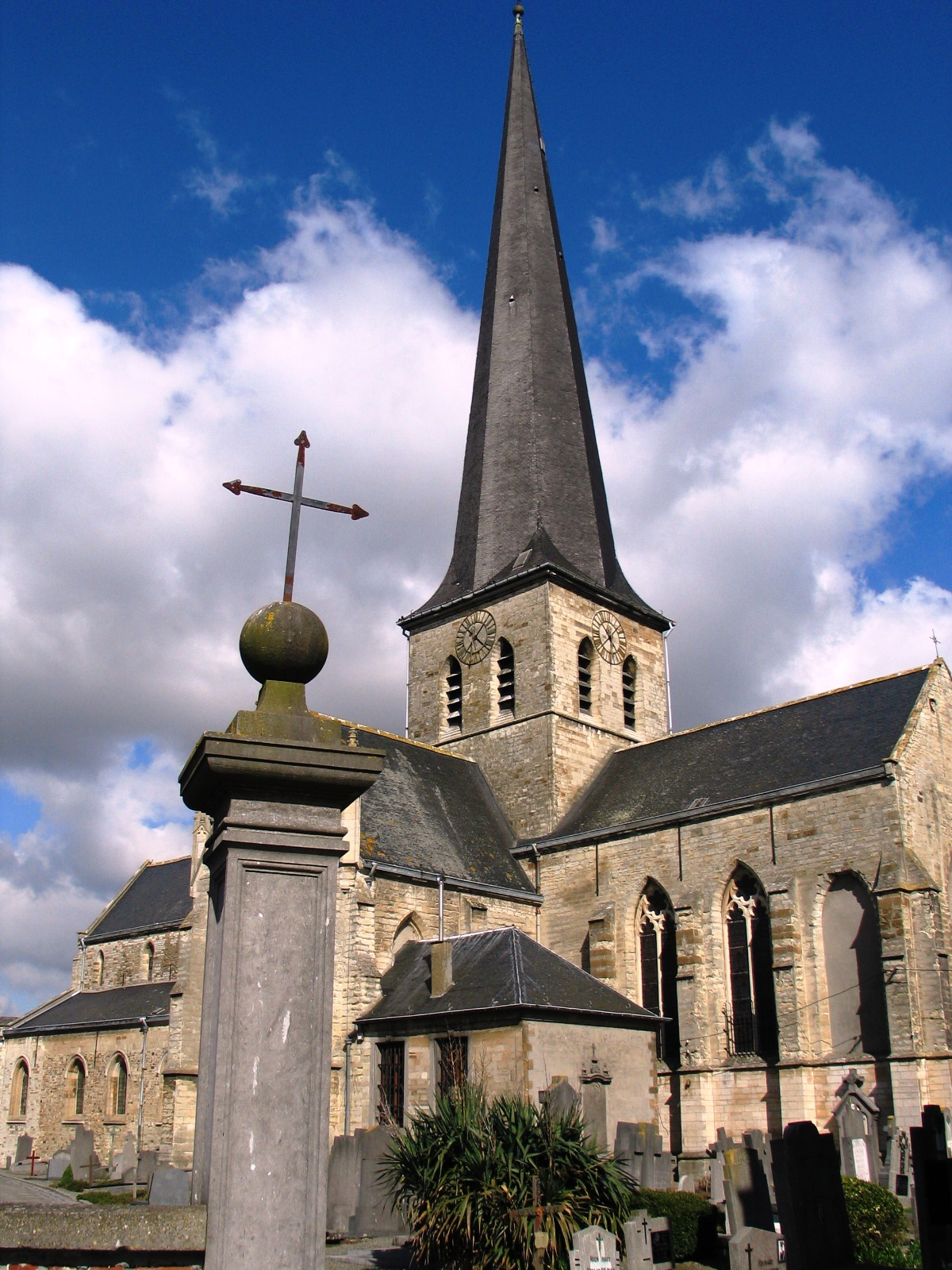
Kirche Sint-Kwintens in Sint-Kwintens-Lennik

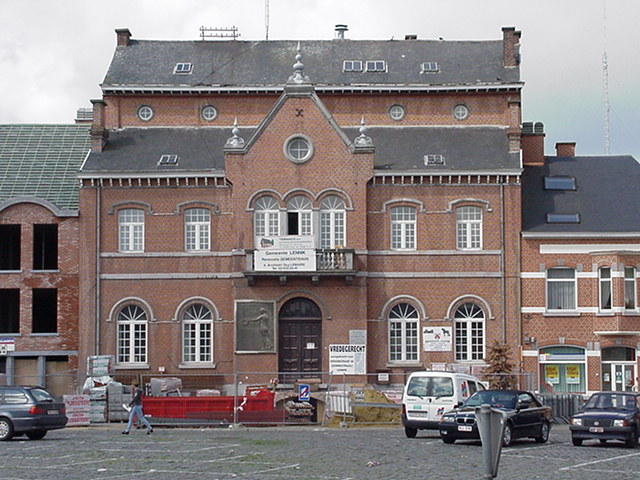
Rathaus von Lennik